# Ada Brumaru

Ada Brumaru (n. 5 iulie 1930, București, România – d. 7 iulie 2008, București, România) a fost o muzicologă și critic muzical român.

## Biografie
Între 1949 - 1955 a făcut studii muzicale la Conservatorul din București, secția teoretică, unde i-a avut profesori pe George Breazul (teorie-solfegiu, istoria muzicii), Ion Dumitrescu (armonie), Tudor Ciortea (forme muzicale), Constantin Bugeanu, Adriana Sachelarie, Andrei Tudor (istoria muzicii), Ion Vicol, Dumitru D. Botez (dirijat coral) și Nelly Antonescu (pian).
Din anul 1950 a devenit redactor muzical, apoi șef de redacție (1954-1972) și realizator (1972-1986) la Societatea Română de Radiodifuziune. Cele mai cunoscute emisiuni au fost: "Pagini din istoria muzicii de cameră", "Cântecul din amurg", "Muzica românească - epocă și convergențe", "Muzica în lume", "Magazin internațional al muzicii", dar și cicluri de montaje muzical-literare: "Shakespeare și muzica", Pușkin și muzica", Goethe și muzica", Orașele muzicii". A realizat emisiuni dedicate culturii muzicale românești la „Radio-France Musique” din Paris (1982-1986), în colaborare cu francezul Michel Godard. A făcut parte din jurii naționale și internaționale de concursuri muzicale („Prix musical de Radio” - Brno-Brno, 1969, Premiul „Italia” - Florența, 1970).
Preocupările sale muzicologice s-au orientat către lumea teatrului liric, către perioada romantică, publicând cartea Romantismul în muzică, dar și către creația autohtonă, prin realizarea filmului Enescu, la răspântie de vremi. A publicat, de-a lungul timpului, articole în multe publicații, atât în cele de specialitate, cât și în cotidiene: "Muzica", "Studii de muzicologie", "Actualitatea muzicală", "Revista Festivalului George Enescu", "Contemporanul", "România literară", "Flacăra", "România liberă", "Scânteia", "Scânteia tineretului" și multe altele.
Ada Brumaru a fost membră a Uniunii Compozitorilor și Muzicologilor din România.

## Lucrări
- Viața muzicală. Missa solemnis, (1957)
- Romantismul în muzică, 1962;
- Vîrstele Euterpei : clasicismul, 1972;
- Jocul permanențelor, 1976;
- Masca Principelui : eseu (pe marginea romanului lui Eugen Barbu), 1977
- Grădina sunetelor : Eseuri despre muzică, 1991
- "Oglinda lui Don Giovanni - 7 dialoguri cu Ionel Pantea" (1998)
- Pictura realistă, izvor de inspirație pentru compozitori. În "Contemporanul", București, nr. 17/1953[6]

## Premii și distincții
Premiul Uniunii Compozitorilor și Muzicologilor din România - distinsă de trei ori
Premiul Italia (1970)
1996 - Premiul Uniunii Criticilor Muzicali.
2000 - Premiul pentru excelența discursului muzical.